# Ingannati e traditi. Lettere dal fronte
Ingannati e traditi. Lettere dal fronte è un libro di Michael Moore scritto sotto forma di epistolario.
In questo libro Michael Moore, autore di Fahrenheit 9/11 e acceso critico dell'amministrazione Bush e della guerra in Iraq, lascia la parola a coloro che sono i veri eroi della protesta. Le lettere che l'autore riporta sono state scritte dagli uomini e dalle donne che combattono e che hanno combattuto in Iraq rischiando la vita per la sicurezza dei loro compatrioti e che vogliono far sapere al pubblico statunitense come la pensano sulla loro missione.
Moore pubblica anche le lettere dei combattenti di altre guerre, di madri, mogli, fratelli, sorelle e parenti dei soldati che sono al fronte, nelle quali esprimono la loro rabbia e il loro dolore, la loro speranza e le loro preghiere.
Il libro, che si apre con una prefazione di Michael Pedersen a cui segue una introduzione di Michael Moore, si divide in quattro parti: una prima parte con Lettere dall'Iraq, una seconda parte con Lettere dalle nostre truppe nel mondo, una terza parte con Lettere di veterani, una quarta parte con Lettere da casa.
Queste lettere, commoventi, lucide e appassionate, rivelano in modo mirabile i sentimenti e le idee di uomini, donne, famiglie in prima linea.

## Edizioni
- Michael Moore, Ingannati e traditi, traduzione di Luca Fusari, collana Strade blu, Arnoldo Mondadori Editore, 2005,  p. 237, ISBN 88-04-54459-7.